# Siuntionjoki
Siuntionjoki este o arie protejată (arie de protecție specială avifaunistică — SPA) din Finlanda întinsă pe o suprafață de 206 ha, integral pe uscat.

## Localizare
Centrul sitului Siuntionjoki este situat la coordonatele 60°07′08″N 24°16′28″E / 60.119°N 24.2744°E.

## Înființare
Situl Siuntionjoki a fost declarat arie de protecție specială avifaunistică în decembrie 2018 pentru a proteja 1 specie de animale.

## Biodiversitate
Situată în ecoregiunea boreală, aria protejată nu include niciun habitat protejat.
La baza desemnării sitului se află o specie protejată de  păsări: pescăruș albastru (Alcedo atthis).